# Łanowicze Małe
Łanowicze Małe – wieś w Polsce położona w województwie podlaskim, w powiecie suwalskim, w gminie Przerośl.
| SIMC    | Nazwa  | Rodzaj    |
| ------- | ------ | --------- |
| 0765872 | Nowiny | część wsi |

W latach 1975–1998 miejscowość administracyjnie należała do województwa suwalskiego.